# Aplocheilichthys sp. nov. 'Baringo'
AplocheIlyichthys sp. nov. 'Baringo' là một loài cá thuộc họ Poeciliidae. Nó là loài đặc hữu của Kenya. Môi trường sống tự nhiên của chúng là hồ nước ngọt.